# Natação nos Jogos Pan-Americanos de 2019 - 200 m livre feminino
As competições dos 200 metros livre feminino da natação nos Jogos Pan-Americanos de 2019 foram realizadas em 7 de agosto no Centro Aquático Nacional, em Lima, no Peru. 

## Calendário
Horário local (UTC-5).
| Data        | Horário | Fase          |
| ----------- | ------- | ------------- |
| 7 de agosto | 11:00   | Eliminatórias |
| 7 de agosto | 20:30   | Final B       |
| 7 de agosto | 20:30   | Final A       |

## Medalhistas
| Ouro   | USA Claire Rasmus    |
| Prata  | USA Meaghan Raab     |
| Bronze | BRA Larissa Oliveira |

## Recordes
Antes desta competição, os recordes mundiais e pan-americanos da prova eram os seguintes:
| Tipo                             | Atleta                  | Tempo   | Local   | Data                |
| -------------------------------- | ----------------------- | ------- | ------- | ------------------- |
|                                  | ITA Federica Pellegrini | 1m52s98 | Roma    | 29 de julho de 2009 |
| Recorde dos Jogos Pan-Americanos | USA Allison Schmitt     | 1m58s43 | Toronto | 15 de julho de 2015 |

## Resultados

### Eliminatórias
A eliminatória foi realizada em 7 de agosto. 
| Pos. | Bateria | Raia | Nadador                | Nacionalidade                | Tempo   | Notas |
| ---- | ------- | ---- | ---------------------- | ---------------------------- | ------- | ----- |
| 1    | 4       | 5    | Meaghan Raab           | USA Estados Unidos           | 1:58.42 | QA    |
| 2    | 3       | 5    | Claire Rasmus          | USA Estados Unidos           | 1:59.35 | QA    |
| 3    | 2       | 5    | Alyson Ackman          | CAN Canadá                   | 2:00.18 | QA    |
| 4    | 4       | 4    | Manuella Lyrio         | BRA Brasil                   | 2:00.42 | QA    |
| 5    | 3       | 4    | Elisbet Gámez Matos    | CUB Cuba                     | 2:00.95 | QA    |
| 6    | 2       | 4    | Larissa Oliveira       | BRA Brasil                   | 2:01.08 | QA    |
| 7    | 4       | 3    | Katerine Savard        | CAN Canadá                   | 2:01.32 | QA    |
| 8    | 4       | 6    | Allyson Macías Alba    | MEX México                   | 2:04.45 | QA    |
| 9    | 2       | 3    | María Matta Coco       | MEX México                   | 2:04.54 | QB    |
| 10   | 3       | 3    | María Álvarez          | COL Colômbia                 | 2:04.76 | QB    |
| 11   | 3       | 7    | Inés Marín             | CHI Chile                    | 2:06.09 | QB    |
| 12   | 2       | 7    | Michelle Jativa Revelo | ECU Equador                  | 2:06.29 | QB    |
| 13   | 3       | 6    | Sara Pastrana          | HON Honduras                 | 2:06.65 | QB    |
| 14   | 2       | 2    | Giselle Gursoy         | TTO Trinidad e Tobago        | 2:07.38 | QB    |
| 15   | 3       | 1    | Nicole Rautemberg      | PAR Paraguai                 | 2:07.74 | QB    |
| 16   | 2       | 6    | Andrea Garrido Urbina  | VEN Venezuela                | 2:08.04 | QB    |
| 17   | 3       | 2    | María Mejia            | GUA Guatemala                | 2:08.32 |       |
| 18   | 4       | 7    | Azra Pinto             | PER Peru                     | 2:08.86 |       |
| 19   | 4       | 8    | Nicole Frank Rodriguez | URU Uruguai                  | 2:09.97 |       |
| 20   | 2       | 1    | Ireyra Tamayo          | PAN Panamá                   | 2:12.46 |       |
| 21   | 4       | 1    | Lauren Hew             | CAY Ilhas Cayman             | 2:14.50 |       |
| 22   | 1       | 4    | Natalia Kuipers        | ISV Ilhas Virgens Americanas | 2:16.80 |       |
| 23   | 3       | 8    | María Hernández        | NCA Nicarágua                | 2:17.25 |       |
| 24   | 1       | 3    | Bianca Mitchell        | ANT Antígua e Barbuda        | 2:18.70 |       |
| 25   | 1       | 5    | Mya de Freitas         | VIN São Vicente e Granadinas | 2:19.99 |       |

### Final B
A final B foi realizada em 7 de agosto. 
| Pos. | Raia | Nadador                | Nacionalidade         | Tempo   | Notas |
| ---- | ---- | ---------------------- | --------------------- | ------- | ----- |
| 9    | 4    | María Matta Coco       | MEX México            | 2:03.32 |       |
| 10   | 5    | María Álvarez          | COL Colômbia          | 2:03.53 |       |
| 11   | 8    | Andrea Garrido Urbina  | VEN Venezuela         | 2:06.14 |       |
| 12   | 2    | Sara Pastrana          | HON Honduras          | 2:06.40 |       |
| 13   | 3    | Inés Marín             | CHI Chile             | 2:06.64 |       |
| 14   | 7    | Giselle Gursoy         | TTO Trinidad e Tobago | 2:06.98 |       |
| 15   | 1    | Nicole Rautemberg      | PAR Paraguai          | 2:07.20 |       |
| 16   | 6    | Michelle Jativa Revelo | ECU Equador           | 2:08.89 |       |

### Final A
A final A foi realizada em 7 de agosto. 
| Pos.              | Raia | Nadador             | Nacionalidade      | Tempo   | Notas |
| ----------------- | ---- | ------------------- | ------------------ | ------- | ----- |
| Medalha de ouro   | 5    | Claire Rasmus       | USA Estados Unidos | 1:58.64 |       |
| Medalha de prata  | 4    | Meaghan Raab        | USA Estados Unidos | 1:58.70 |       |
| Medalha de bronze | 7    | Larissa Oliveira    | BRA Brasil         | 1:59.78 |       |
| 4                 | 3    | Alyson Ackman       | CAN Canadá         | 1:59.92 |       |
| 5                 | 2    | Elisbet Gámez Matos | CUB Cuba           | 2:00.25 |       |
| 6                 | 6    | Manuella Lyrio      | BRA Brasil         | 2:00.44 |       |
| 7                 | 1    | Katerine Savard     | CAN Canadá         | 2:01.18 |       |
| 8                 | 8    | Allyson Macías Alba | MEX México         | 2:03.41 |       |

Legenda
| Recorde mundial                  | Recorde mundial (World record)               |                       | Recorde africano                      | Recorde africano (African) |                                           | Q | Classificado por posição (Qualified) |
| Recorde dos Jogos Pan-Americanos | Recorde pan-americano (Pan-American record)  | Recorde da América    | Recorde da América (Americas)         | q                          | Classificado por melhor tempo (Qualified) |   |                                      |
| Melhor marca do ano              | Melhor marca do ano (World leading)          | Recorde asiático      | Recorde asiático (Asian)              | DNS                        | Não largou (Did not start)                |   |                                      |
| Recorde nacional                 | Recorde nacional (National record)           | Recorde europeu       | Recorde europeu (European)            | DNF                        | Não terminou (Did not finish)             |   |                                      |
| Recorde pessoal                  | Recorde pessoal do atleta (Personal best)    | Recorde da Oceania    | Recorde da Oceania (Oceania)          | DSQ / DQ                   | Desclassificado (Disqualified)            |   |                                      |
| Recorde da temporada             | Recorde da temporada do atleta (Season best) | Recorde sul-americano | Recorde sul-americano (South America) | NM                         | Sem marca (No mark)                       |   |                                      |